# Cornu de Jos (gmina Drăgănești)
Cornu de Jos – wieś w Rumunii, w okręgu Prahova, w gminie Drăgănești. W 2011 roku liczyła 635 mieszkańców.